# Sacred
Sacred est un jeu vidéo d'action et de rôle médiéval-fantastique développé par Ascaron Entertainment. La version PC fonctionnant sous Windows a été publié en 2004 par SG Diffusion (devenue Koch Media France depuis 2005). Depuis avril 2009, le jeu est également disponible nativement sous Linux. Il fait partie de ce qu'on appelle le genre "Hack and slash". Il se déroule dans un univers appelé "Ancaria".
Le joueur accompli des quêtes et tue des ennemis pour récupérer des objets rares, des armures, des potions etc. Depuis sa sortie, le jeu s'est écoulé à plus d'1,8 million d'exemplaires dans le monde.
Une suite appelée Sacred 2: Fallen Angel est disponible depuis octobre 2008 sur PC (une version console est sortie en 2009). Elle propose de nouveaux graphismes 3D et deux façons de jouer la quête principale (en tant que bon, ou mauvais).

## Synopsis
tShaddar est connu dans les langues des elfes noirs de Zhurag-Nar comme "Ilim Shaddar", signifiant «Le rôdeur de l’ombre» Il est l’héritier d’une lignée de carnage. Son père, Morgast I, est connu comme l'homme qui a transformé le pays en mer de sang pendant la guerre de Kinsman. Il a su invoquer de sombres rituels pour préserver son corps et son esprit à jamais.
Son obsession de contrôler la vie et la mort le mena à sa propre perte. Les mages de l'enclave de Mystdale exigèrent qu’il soit condamné à mort. Cependant, l’intendant Valorian I en décida autrement, et exila Shaddar.
Un calme incertain suivit pendant plus de cent ans, mais le magicien noir errait toujours dans le désert du sud. Les Orcs, les gobelins et les ogres chuchotaient toujours son nom dans la crainte et la nouvelle de l’apparition d’une tour sombre au-delà des terres rocheuses se fit rapidement connaître...
C'est l'histoire qui n'était jamais censée arriver. Shaddar, errant entre la vie et la mort, rechercha la porte du royaume des morts pour invoquer un démon de Sakkara, un descendant de Worganar, le seigneur de démon.
Il y a bien longtemps, quand les dieux marchaient encore sur Ancaria, les séraphins ont su défaire un tel mal et ont détruit le démon Worganar, reconduisant les hordes de démons en enfer. Mais aujourd’hui, qui sauvera le monde d'Ancaria ?

## Extensions
- Sacred Plus, une extension gratuite distribuée en octobre 2004 qui ajoute deux régions, de nouveaux monstres, de nouvelles quêtes et de nouveaux objets.
- Sacred Underworld, une extension sortie en avril 2005 qui ajoute deux personnages (le nain et le démon), six régions, deux actes, de nouveaux monstres et objets.
- Sacred Gold, un pack sortie en août 2005 qui rassemble Sacred (original), Sacred Plus et Sacred Underworld.

## Personnages
Avant toutes choses, le joueur doit choisir un des 6 (ou 8, grâce à l'add-on Underworld) personnages du jeu, ayant chacun ses caractéristiques propres :
| Personnages                               | Spécificités                                                                |
| ----------------------------------------- | --------------------------------------------------------------------------- |
| Le gladiateur                             | Parfaitement adapté pour le corps à corps                                   |
| La séraphin                               | Utilise aussi bien la magie divine que les armes                            |
| L'elfe sylvaine                           | Utilise son arc et la magie de la forêt                                     |
| L'elfe noir                               | Se bat en semant des pièges pour éliminer ses ennemis                       |
| Le mage de bataille                       | Utilise essentiellement la magie (feu, eau, air, terre et vide)             |
| La vampire                                | Utilise sa capacité de nosferati la nuit et de chevalier le jour            |
| La démone (nécessite l'add-on underworld) | Peut prendre plusieurs formes et inflige des attaques de nature démoniaque. |
| Le nain (nécessite l'add-on underworld)   | Utilise des armes à feu                                                     |